# غابرييل بولان
غابرييل بولان (بالفرنسية: Gabriel Poulain)‏ كان دراج فرنسي.

## روابط خارجية
- غابرييل بولان على موقع أرشيف الدراجات (الإنجليزية)
- غابرييل بولان على موقع CycleBase (الإنجليزية)